# Patrick Byrne
Pour les articles homonymes, voir Byrne.
Patrick James Byrne M.M.,, né le 26 octobre 1888 à Washington et mort le 25 novembre 1950 en Corée du Nord, est un missionnaire catholique américain, membre de la Société des Missions étrangères d'Amérique (Maryknoll) qui fut évêque, préfet apostolique en Extrême-Orient et victime de la terreur communiste en Corée du Nord.

## Biographie

### Formation
Il naît à Washington et il poursuit ses études chez les sulpiciens du St. Charles College d'Ellicott City dans le Maryland, puis au séminaire St. Mary's de Baltimore. Il est ordonné prêtre pour l'archidiocèse de Baltimore le 23 juin 1915,.

### Prêtre
Une semaine après son ordination, il reçoit la permission du cardinal Gibbons d'entrer chez les missionnaires de Maryknoll. Il s'occupe de projets de construction à Maryknoll et à Scranton en Pennsylvanie où se trouve le séminaire Vénard de la jeune congrégation, puis devient recteur des deux séminaires. Il est rédacteur-en-chef de Field Afar,  et devient vicaire général et trésorier des pères de Maryknoll.

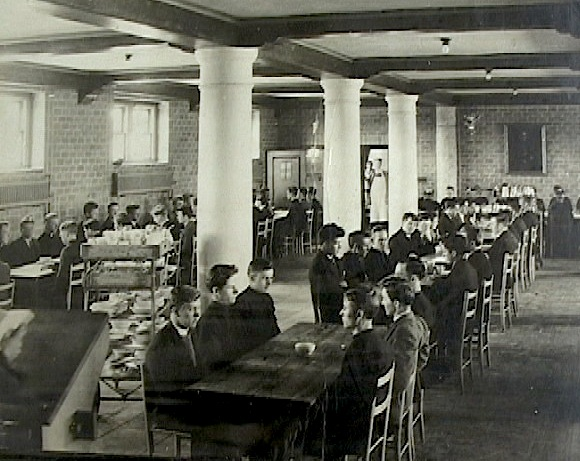
Le séminaire Vénard à l'époque du père Byrne

En 1923, le père Byrne met sur pied la première mission envoyée en Corée. Quatre ans plus tard, le 9 novembre 1927, le pape Pie XI le nomme préfet apostolique de Pyongyang. En 1929, il est délégué au premier chapitre général de Maryknoll et il est élu comme assistant du supérieur général. Il démissionne de son poste de préfet apostolique le 12 août 1929, afin de s'engager dans ses nouvelles responsabilités. Il retrouve le champ de la mission en 1935, cette fois-ci au Japon à Kyoto. Deux ans plus tard, Pie XI, le nomme préfet apostolique de la toute nouvelle préfecture apostolique de Kyoto, le 19 mars 1937. Mais le gouvernement japonais fait passer une nouvelle loi exigeant que les supérieurs de congrégation et ordinaires soient des sujets de l'empereur du Japon. Il doit donc démissionner le 10 octobre 1940 en faveur d'un prêtre japonais, FURUYA Yoshiyuki. Entre-temps, le Japon a envahi le Nord de l'Indochine française et menace les possessions de l'Empire britannique, puis le Japon s'engage directement contre les puissances alliées en 1941. Le père Byrne à cause de sa réputation modérée n'est pas emprisonné, mais est simplement assigné à résidence chez lui. Lorsque la reddition du Japon advient, l'armée américaine se sert de lui pour intervenir dans des émissions radiodiffusées afin de calmer la population japonaise hostile à l'occupation américaine.
Le père Byrne retourne en Corée en 1947 en tant que visiteur apostolique du Saint-Siège. Deux ans plus tard, il est nommé par Pie XII évêque titulaire (in partibus) de Gazera (de), le 7 avril 1949 et délégué apostolique en Corée.

### Évêque
Patrick Byrne est sacré évêque le 14 juin 1949 par Mgr McDonnell, évêque coadjuteur de Wheeling. Il est arrêté un an plus tard par les communistes coréens le 2 juillet 1950 et mis en accusation devant un tribunal révolutionnaire. Il est forcé à marcher du territoire de l'ancienne mission de Maryknoll, jusqu'au fleuve Yalou. Mgr Byrne est de nouveau accusé devant un tribunal de Pyongyang et condamné à une marche forcée de quatre mois. Les intempéries sont fréquentes, il manque de nourriture et n'est pas abrité. Il contracte une pneumonie et meurt le 25 novembre 1950 à l'âge de 62 ans. Il est enterré au bord de la route par un autre prisonnier, Mgr Thomas F. Quinlan, S.S.C, préfet apostolique de Chuncheon.

## Source de la traduction
- (en) Cet article est partiellement ou en totalité issu de l’article de Wikipédia en anglais intitulé « Patrick James Byrne » (voir la liste des auteurs).